# Liliko Ogasawara
Liliko Ogasawara (* 21. Mai 1972 in Englewood, New Jersey) ist eine ehemalige Judoka aus den Vereinigten Staaten. Sie war Weltmeisterschaftszweite 1993 sowie Weltmeisterschaftsdritte 1995.

## Sportliche Karriere
Liliko Ogasawara siegte 1988 bei den Panamerikanischen Meisterschaften in der Gewichtsklasse bis 61 Kilogramm. 1990 belegte sie den dritten Platz in der Gewichtsklasse bis 66 Kilogramm bei den Junioren-Weltmeisterschaften. 1991 gewann sie in der gleichen Gewichtsklasse eine Bronzemedaille bei den Panamerikanischen Spielen in Havanna. 1992 versuchte sich Ogasawara für die olympische Premiere im Frauenjudo zu qualifizieren. Bei den US-Trials unterlag sie in der Gewichtsklasse bis 61 Kilogramm Lynn Roethke.
Von 1993 bis 1997 kämpfte Liliko Ogasawara ausschließlich in der Gewichtsklasse bis 66 Kilogramm. Bei den Weltmeisterschaften 1993 in Hamilton bezwang Ogasawara im Viertelfinale die Französin Alice Dubois und im Halbfinale die Deutsche Ute Burmeister. Im Finale unterlag sie der Südkoreanerin Cho Min-sun. Bei den Panamerikanischen Spielen 1995 in Mar del Plata verlor sie im Finale gegen die Kubanerin Odalis Revé. Sechs Monate später bei den Weltmeisterschaften in Chiba unterlag Ogasawara im Viertelfinale der Polin Aneta Szczepańska. Mit zwei Siegen in der Hoffnungsrunde erreichte sie den Kampf um Bronze, den sie gegen die Niederländerin Claudia Zwiers gewann. 1996 bei den Olympischen Spielen in Atlanta gewann Zwiers im Achtelfinale gegen Ogasawara. In der Hoffnungsrunde bezwang die Amerikanerin zunächst Wu Mei-Ling aus der Republik China (Taiwan) und belegte nach ihrer Niederlage gegen Wang Xianbo aus der Volksrepublik China den siebten Platz. Im Jahr darauf traf Ogasawara in ihrem Auftaktkampf bei den Weltmeisterschaften 1997 in Paris wieder auf Wang Xianbo und schied aus.

## Meistertitel
Ogasawara gewann acht Meistertitel der Vereinigten Staaten.
- bis 61 Kilogramm: 1988
- bis 66 Kilogramm: 1991, 1992, 1993, 1994, 1995, 1997
- offene Klasse: 1999